# Abborrtjärnen (Älgarås socken, Västergötland)
Abborrtjärnen är en sjö i Töreboda kommun i Västergötland och ingår i Motala ströms huvudavrinningsområde. Sjön har en area på 0,052 kvadratkilometer och ligger 145,4 meter över havet. Sjön avvattnas av vattendraget Lilltjärnsbäcken.

## Delavrinningsområde
Abborrtjärnen ingår i det delavrinningsområde (652344-141446) som SMHI kallar för Utloppet av Abborrtjärnen. Avrinningsområdets medelhöjd är 149 meter över havet och ytan är 0,21 kvadratkilometer. Det finns inga delavrinningsområden uppströms utan avrinningsområdet är högsta punkten. Lilltjärnsbäcken som avvattnar avrinningsområdet har biflödesordning 4, vilket innebär att vattnet flödar genom totalt 4 vattendrag innan det når havet efter 189 kilometer. Delavrinningsområdet består mestadels av skog (74 procent). Avrinningsområdet har 0,05 kvadratkilometer vattenytor vilket ger det en sjöprocent på 25,2 procent.